# Balanophyllia trochiformis
Madrepora trochiformis, Eupsammia trochiformis
Espèce
Synonymes
- Madrepora trochiformis Pallas, 1766
- Eupsammia trochiformis (Pallas, 1766)

Balanophyllia trochiformis est une espèce fossile de coraux de la famille des Oculinidae.

## Présentation
Balanophyllia trochiformis a été décrit et publié par Pallas en 1766 sous le protonyme Madrepora trochiformis.